# Samiha Khalil
Samiha Khalil (En árabe: سميحة خليل), Anabta, distrito de Tulkarm, 1923 - Ramala, 26 de febrero de 1999),  conocida también como Umm Khalil, fue una política y activista palestina.
Samiha Khalil fundó la sociedad al-Inaash al-Usra en su garaje, que creció hasta convertirse en la mayor y más eficaz organización palestina de bienestar social. En 1977 se convirtió en la primera y única mujer miembro del Comité del Frente Nacional.
Al frente del Partido Popular, se puso contra los Acuerdos de Oslo y se presentó como candidata en las elecciones palestinas de 1996, obteniendo el 8,3% del consenso frente al 81,1% de Yasir Arafat, defensor de una línea moderada y comprometida. En la historia de Oriente Medio podría ser considerada como una de las pocas mujeres que han participado como candidata en elecciones libres. Murió el 26 de febrero de 1999.

## Biografía

### Nacimiento, infancia y carrera profesional
Nacida en un pueblo, dejó los estudios a los 17 años para casarse con Salameh Khalil. Después de la guerra de 1948, la pareja se mudó a Gaza, donde criaron una familia de cinco hijos, y en 1964 Samiha finalmente regresó a la escuela y se graduó.
Desde la Nakba de 1948 se dedicó a la ayuda de los refugiados, y junto con otras mujeres recolectaba dinero, ropa y alimentos. De hecho, dedicó su vida entera a la ayuda humanitaria y a la recolección de fondos para los indigentes. En 1952 fundó la Unión de Mujeres Árabes en Al Bireh y fue su presidenta. En 1965 ella y otras mujeres fundaron la Jam'iyyat in'ash al-usra (la Sociedad para el Renacimiento de la Familia) siendo su presidenta hasta su muerte. Participó en la fundación de la sección de Bireh de la Unión General de Mujeres Palestinas y asistió al Congreso General de Jerusalén en 1965 organizado por esa unión. Un año más tarde fue elegida secretaria del Comité Ejecutivo de la Unión General y se convirtió en miembro del Consejo Nacional Palestino.
Samiha Khalil dirigió manifestaciones. Estuvo al frente de una manifestación de mujeres, que empezó en Ramallah y al día siguiente dirigió otra manifestación que reunió a mujeres de veintisiete pueblos de Cisjordania.
La catástrofe de 1967 fue un punto de inflexión radical en su vida. Ella se apresuró a ayudar a los refugiados, especialmente a los aldeanos de la región de Latrun, bajo la ocupación israelíes.
En 1973, se convirtió en miembro del consejo de mando del Frente Nacional Palestino en Cisjordania, un frente político que reunía a las instituciones palestinas y las figuras públicas de los sindicatos y los partidos políticos. En 1979, fue elegida miembro del Comité de Orientación Nacional, que era la máxima autoridad del pueblo palestino dentro de Palestina. Era la única mujer en ese comité.
Las autoridades de ocupación la arrestaron varias veces para interrogarla y la encarcelaron dos veces. A principios de los años ochenta los israelíes la pusieron bajo arresto domiciliario durante dos años y medio y le impidieron viajar durante doce años. A pesar de estas restricciones, logró representar a las mujeres palestinas en más de veinte congresos en todo el mundo, y pronunció discursos y explicó la causa de su país en los foros internacionales. Su papel de líder se vio mejor a través de su presidencia de la Unión General de Mujeres Palestinas en la Palestina ocupada y su presidencia de la Sociedad para el Renacimiento de la Familia.
Murió el 26 de febrero de 1999. Su lápida lleva esta inscripción: "Samiha Khalil: Luchó por la libertad y la independencia del pueblo palestino".

### Elecciones palestinas del 1996
Samiha Khalil se presentó ante el electorado como candidata independiente cuestionando a su oponente, Yasser Arafat, las demasiadas concesiones hechas al estado judío en las negociaciones que llevaron a los Acuerdos de Oslo de 1993.
En su programa político propuso la liberación total de los 4.000 prisioneros palestinos que aún estaban detenidos en las cárceles israelíes y aspiraba al desmantelamiento de los destacamentos que el Estado judío mantiene en Cisjordania.
También propuso la entrada libera de los palestinos en Jerusalén Oriental sin necesidad de una autorización de las autoridades israelíes, el regreso de los refugiados en sus hogares y la desaparición de los asentamientos judíos.
Sin embargo su principal objetivo era la creación de un Estado palestino independiente con Jerusalén oriental como capital.
Ganó el 11,5% por ciento de los votos.
Con estas elecciones se decretó la persona incargada de administrar el territorio palestino (Cisjordania y Franja de Gaza) y de conducir las negociaciones con Israel para la creación de un Estado Palestino.

### Otros afines
Era una firme creyente en la igualdad total entre hombres y mujeres.
La preservación de la cultura popular palestina fue una de sus principales prioridades. A través de su Sociedad de Renacimiento Familiar, fundó el Comité de Investigación Social y Patrimonio en 1972 y se convirtió en miembro del comité cuyo primer estudio publicado en 1973 se tituló Qaryat Turmus 'Ayya: dirasa fi-l turath al-sha'bi [La aldea de Turmus 'Ayya: Un estudio de la cultura popular]. Al año siguiente el comité publicó una revista llamada al-Turath wa-l mujtama' [Patrimonio y Sociedad].
Recibió varios premios y medallas, entre ellos la Medalla de Jerusalén de la Cultura, las Artes y la Literatura en 1991.
Era miembro honorario de la Unión de Abogados Árabes y miembro honorario de la Unión de Mujeres Árabes.